# إد أونيل
إدوارد فيليب أونيل (بالإنجليزية: Ed O'Neill) ولد في (16 أبريل 1946)، في يونغزتاون، أوهايو، الولايات المتحدة:
ممثل أمريكي أدى دور شخصية «غاي بريشيت» في مسلسل العائلة الحديثة الحائز على جائزة أفضل كوميديا من سلسلة جوائز إيمي، كما مثل في مسلسل متزوج ولدي أطفال  الذي عرض على شبكة التلفزيونية ABC. ترشح إدوارد لجوائز إيمي اثنين وفاز باثنين من جوائز نقابة ممثلي الشاشة.